# 马卢尔国家森林
马卢尔国家森林（英語：Malheur National Forest）是座美国国家森林，位于俄勒冈州东部，包含1.4 × 106英畝（5,700平方）多的蓝山山地。森林有大盆地沙漠、草原、sage、刺柏、松树、冷杉等树木，海拔在4,000英尺（1,200）到最高峰草莓山山峰的9,038英尺（2,755）之间。